# Zenwalk Linux
Zenwalk (tidigare Minislack), eller Zenwalk Linux, är en GNU/linuxdistribution grundad av Jean-Philippe Guillemin. Den var ursprungligen baserad på Slackware. Distributionen har sedan dess skapelse blivit väldigt annorlunda i de flesta avseenden jämfört med Slackware. Dock bibehåller den kompatibilitet med sina binära paket. Zenwalk strävar efter att vara en flerfunktionell GNU/linuxdistribution genom att fokusera på internetprogram, multimedia- och programverktyg. Zenwalk erbjuder dessutom många specialiserade verktyg utformade för både nybörjare och avancerade användare då den tillhandahåller systemkonfiguration via både grafiska och terminalbaserade metoder.

## Historia
Zenwalk kallades från början Minislack fram till version 1.1. Dess nuvarande namn fick den först i och med version 1.2 som släpptes 2005-08-12. Det som framför allt skiljer Zenwalk från Slackware är att den av standard använder Linuxkärnans 2.6-serie medan Slackware använder 2.4-serien. Zenwalk använde ursprungligen KDE som skrivbordsmiljö, men från version 0.3 använder den istället XFCE. GNOME och KDE har emellertid alltid funnits tillgängliga separat.

## Mål
Zenwalkprojektet har som mål att skapa ett lättviktigt operativsystem med Linux som grund genom att införliva den senaste tillgängliga, stabila programvaran, optimera systemet för en specifik processortyp för att snabba upp det, och introducera ett omfattande system för pakethantering med sätt att lösa beroenden.

## Pakethantering
Zenwalk använder verktyget och pakethanteraren netpkg och är skapad av Zenwalkutvecklarna själva. Den använder Slackwares paketformat .tgz, men har förmågan att kunna rätta till beroendelösningar. Systemet använder metafiler för att ge beroendeinformation, och även paketbeskrivning under installationsprocessen.
Zenwalk är dessutom kompatibelt med Slackwares verktyg för pakethantering så som slapt-get och dess frontends och har liknande funktionalitet som hos netpkg.
Zenwalks paket är fortfarande kompatibla med Slackwares. Slackwares paket går att använda istället för Zenwalks paket om det finns behov. Extra paket går att hitta på LinuxPackages.net.

## Olika versioner
Zenwalk finns i flera olika versioner:
Zenwalk (full version ~ 420 MB) är en distribution riktad till hemanvändare.
Zenwalk Core (~ 230 MB) är ett Zenwalksystem vilket är tänkt att låta användaren få bygga det så som den vill. Projektets huvudutvecklare är Emmanuel Bailleul.
ZenLive (~ 476 MB) är tänkt att fungera som en LiveCD.
Zenserver (~ 263 MB) är ett Zenwalksystem med målen att skapa ett säkert, pålitligt, användarvänligt och lättkonfigurerat operativsystem för servrar. Teran McKinney leder distributionens utvecklare.

## Distributioner baserade på Zenwalk
För närvarande finns det tre kända Zenwalkbaserade distributioner:
- SaxenOS, en distribution som är framför allt byggd för att stödja äldre hårdvara
- Arudius en distribution med LiveCD-stöd med verktyg för olika typer av tester och analyser
- Zencafe, en distribution utformad för internetcaféer